# Alfredo Pioda
Alfredo Pioda (Locarno, 1º novembre 1848 – Locarno, 7 novembre 1909) è stato un giurista, filosofo e politico svizzero.

## Biografia
Pioda era il figlio del chirurgo Giacomo (morto nel 1852) e di sua moglie Carolina Bazzi. Ha ricevuto la sua educazione al ginnasio a Locarno per poi frequentare il collegio Landriani e il liceo di Lugano. Ha studiato giurisprudenza alle università di Pisa, Torino e Heidelberg, conseguendo la laurea nel 1870. Dopo una breve pratica di avvocato a Milano ritornò a Heidelberg, dove ottenne una seconda laurea in filosofia.
Libero pensatore, Pioda si stabilì a Locarno per lavorare negli ambiti di storia, letteratura, teosofia e spiritismo. Pubblicò molti articoli in varie riviste e libri su questi argomenti, inoltre fece il lavoro di traduttore. In politica si candidò prima al livello comunale e divenne membro del consiglio comunale di Locarno dal 1884 al 1887. Inoltre è stato membro del Gran Consiglio del Canton Ticino dal 1893 al 1909 e poi del Consiglio nazionale. Alfredo Pioda militava per il partito liberale radicale e diventò presidente del partito nel 1900, nel quale fu l'ideologo della Grande corrente di maggioranza, in contrasto con l'Estrema sinistra radicale di Brenno Bertoni, Emilio Bossi e Romeo Manzoni, col quale ebbe un diverbio a proposito di un suo libro anticlericale. Fu pure proprietario e amministratore della Fabbrica Tabacchi di Brissago, e membro del consiglio di amministrazione della Banca Svizzera Americana di Locarno.
Nel 1889 Pioda, all'epoca presidente della loggia teosofica di Milano, la prima in Italia, insieme a Franz Hartmann e Constance Wachtmeister cercava di costruire un convento di teosofia con il nome Fraternitas sull'allora monte Monescia, che era per gran parte proprietà sua. Il convento non è stato realizzato. Nel 1900 i fondatori della cooperativa del Monte Verità si stabilirono su quel terreno.

## Opere
- Baleni, 1889
- Buddismo esoterico, 1890
- La Repubblica ticinese, 1891
- Le confessioni di un visionario, ed. originale: Tip. e Lit. eredi C. Colombi, Bellinzona 1891; reprint: Casagrande, Bellinzona 1990, ISBN 88-7713-067-9.
- Memorabilia, Bellinzona: Tip. e Lit. eredi C. Colombi, 1891
- Pax, 1892
- Teosofia, 1897
- Lettere dal Piano, 1901

- Virgilio Gilardoni (ed.): "Lettere di Alfredo Pioda a Emilia Franzoni: Appunti per la storia du un grande pittore lombardo: Filippo Franzoni." In: Archivio Storico Ticinese 3–4 (1960) e 5 (1961).